# Elin Westman (textilkonstnär)
Elin Westman, född 23 januari 1937, död 27 april 2019, var en svensk textilkonstnär. Westman finns företrädd på Nationalmuseum med bland annat vävnaden "Rött landskap".
Westman var dotter till rektorn John E. Andersson och hans hustru Brita, född Haij, samt syster till tv-producenten Mårten Andersson. Hon var gift med Lars Westman.